# الاشتراكية في الدساتير الديمقراطية الليبرالية
ورد ذكر الاشتراكية في كثير من الدساتير الديمقراطية الليبرالية. يُشار إليها إما في شكل الإدانة (على غرار الحال في الدساتير الكرواتية والمجرية والبولندية) أو في شكل التأسيس، لا سيما الدولة المتنازع فيها والتي تسعى إلى تأسيس مجتمع اشتراكي (بنغلاديش والهند والبرتغال على سبيل المثال). يمكن أن يختلف المعنى المقصود لاصطلاح الاشتراكية في هذه الحالات اختلافًا كبيرًا وتهمَل في بعض الأحيان المراجع الدستورية للاشتراكية من مرحلة سابقة من تاريخ البلاد.
أدرجت الأحزابُ الشيوعية الماركسية اللينينية، فيما عدا الأحزاب في الهند وسريلانكا، مراجعَ النظام الاشتراكي (بالتنسيق مع أحزاب اشتراكية أكثر اعتدالًا في بعض الأحيان). استُخدمت المراجع الاشتراكية في الهند مع العلمانية. وأدرج الحزب الوطني المتحد اليميني في سريلانكا الأحكام الاشتراكية. أما تنزانيا فهي البلاد الوحيدة التي عدّت نفسها دولة اشتراكية، بعد أن كانت خاضعة لنظام الحزب الواحد بقيادة حزب الثورة (الذي كان في السلطة منذ الاستقلال). لدى دساتير كرواتيا والمجر وبولندا مراجع للنظام الاشتراكي تتمثل في رفض ماضي دولتهم الشيوعية.
حاولت البلدان الخاضعة لنظام الحزب الواحد الماركسي اللينيني أن تقضي على الرأسمالية و/أو اعتزمت تطبيق الاشتراكية وهي بلدان اشتراكية يشار إليها على أنها دول شيوعية. تستخدم بعض هذه الدول الاشتراكية مسمى الجمهورية الشعبية. اتخذت مجموعة من الجمهوريات ذات الأنظمة السياسية الديمقراطية الليبرالية هذا الاسم كذلك مثل الجزائر وبنغلاديش.

## البلدان التي سعت للاشتراكية في التأسيس

### بنغلاديش
جاء في قرار الجمعية التأسيسية في بنغلاديش والتي تهمين عليها رابطة عوامي بنغلاديش (BAL) في 4 تشرين الثاني 1972: «نتعهد أن تكون المعتقدات التي ألهمت منضالينا في سبيل الحرية وشهداءنا البواسل للتضحية بحياتهم، أي القومية والاشتراكية والديمقراطية والعلمانية، قيمًا عليا تشكل المعالم الرئيسية لدستورنا». وجاء في القرار في إشارة أخرى للاشتراكية: «ونتعهد كذلك أن تكون الأهداف الرئيسية لأمتنا أن نؤسس بالسبل الديمقراطية مجتمعًا اشتراكيًا خاليًا من أي شكل من أشكال الاستغلال والذي سيكفل لجميع المواطنين سيادة القانون وأبسط الحقوق الإنسانية والمساواة السياسة والاقتصادية والاجتماعية والحرية والعدالة». احتوت الوثيقة على جملة من المبادئ الاشتراكية. تنص المادة 19 على تكافؤ الفرص إضافةً إلى مكافحة أوجه عدم المساواة. وتنص المادة 20 على أن العمل هو حق وواجب وشرف لكل مواطن سليم البنية وتنص كذلك على «من الجميع تبعًا لقدراتهم وللجميع تبعًا لعملهم». جاء في الدستور الأصلي الذي شُطب في التعديلات التي أدخلت عليه لاحقًا «ينبغي تأسيس نظام اقتصادي اشتراكي لتحقيق المساواة الاجتماعية والعدل بمعزل عن استغلال الإنسان لأخيه الإنسان. [...] ينبغي أن يمتلك الناس أو يديروا أدوات ووسائل الإنتاج والتوزيع، كما ينبغي أن تأخذ الملكية على عاتقها لبلوغ هذه الغاية الأشكال التالية (أ) ملكية الدولة، (ب) الملكية التعاونية، (ج) الملكية الخاصة».
كان تأسيس الاشتراكية غاية رابطة عوامي الرئيسي. أسست رابطة عوامي في بنغلاديش في 25 كانون الثاني 1975 بزعامة رئيس بنغلاديش شيخ مجيب الرحمن نظام الحزب الواحد بقيادة الرابطة الشعبية للعمال الفلاحين في بنغلاديش. وأشار رحمن إلى أنها بداية الثورة الثانية من أجل إحلال «الديمقراطية للجماهير المستغَلين». واصلت الحكومة بعد أن أسست دولة اشتراكية قائمة على نظام الحزب الواحد، تأميم وسائل الإعلام وتشكيل المليشيا الشعبية. لقي الرئيس مصرعه في انقلاب في آب 1976. حَلَّ الرئيس الجديد خندكر مشتاق أحمد، وهو أيضًا من رابطة عوامي، الرابطة الشعبية للعمال والفلاحين في بنغلاديش وأعاد تقديم الديمقراطية البرلمانية في 3 تشرين الأول 1976. عدل الزعيم العسكري ضياء الرحمن الدستور وأسقط بنود الاشتراكية والاشتراكيين من الوثيقة. تفكّكت مؤسسات الدولة وانحسر الدعم الحكومي وعزز تحرير التجارة والصادرات طيلة سنوات الحكم العسكري لرحمن (1975 – 1981) وحسين محمد إرشاد (1982 – 1990). تعد بنغلاديش أحد أكثر الاقتصادات ليبرالية في جنوب آسيا في العصر الحديث. أعيد تقديم بنود الاشتراكية والاشتراكيين في 2011 لجعل الدستور أكثر تماشيًا مع الوثيقة الأصلية. تغير معنى الاشتراكية رغم ذلك، إذ أشارت شيخة حسينة الزعيمة الجديدة لرابطة عوامي إلى أن الاشتراكية كانت نظامًا فاشلًا في عام 1991.

### الهند
عُدل الدستور في الهند للمرة الثانية والأربعين عام 1976. غيرت حكومة المؤتمر الوطني الهندي برئاسة أنديرا غاندي مقدمة الوثيقة من «جمهورية ديمقراطية ذات سيادة» إلى «جمهورية ديمقراطية علمانية اشتراكية ذات سيادة» للتأكيد على الطابع العلماني للدولة الهندية.

### نيبال
ينص الدستور في نيبال «نيبال هي دولة جمهورية ديمقراطية اتحادية اشتراكية التوجه، ديمقراطية شاملة، علمانية، ذات سيادة، لا تتجزأ، مستقلة». تصادق جميع القوى السياسية الرئيسية في نيبال على شكل واحد من أشكال الاشتراكية. تؤكد وثيقتها التأسيسية على أهمية طابعها الاشتراكي. اتحد اثنان من أكبر الأحزاب الماركسية اللينينية بمساعدة مدعومة من الصين في تأسيس حزب النيبال الشيوعي.

### نيكاراغوا
يؤكد الدستور في نيكاراغوا على أهمية الإبقاء على النظام الاشتراكي وعملية الحكم.

### البرتغال
أُقر دستور جديد عام 1976 في أعقاب ثورة القرنفل التي أنهت استادو نوفو (الجمهورية الثانية). وقد قُمِعَ الانقلاب اليساري في 25 تشرين الثاني 1975 وكان ثمة قدر كبير من المناقشات التي جرت على الصعيد الوطني في جميع أنحاء البلاد حول جدوى تأسيس نظام حكم اشتراكي. سادت الشكوك في أنحاء من البلاد بشأن أن القوات المسلحة لن تحترم الدستور. لم يلتزم كذلك الكثير من أعضاء البرلمان بالديمقراطية الليبرالية. يشكّل أعضاء البرلمان نحو 60% من القوى اليسارية، ويمثلون إما الحزب الاشتراكي والحزب الشيوعي والجبهة الاشتراكية الشعبية أو الاتحاد الشعبي الديمقراطي.
انتهجت الجمعية التأسيسية في نهاية المطاف دستورًا ديمقراطيًا ليبراليًا. كان الدستور مشحونًا عقائديًا وأورد جملة من المراجع للاشتراكية وحقوق العمال واستصواب الاقتصاد الاشتراكي كما فرض قيودًا على المؤسسات الخاصة. قدّم ممثلون عن الحزب الشيوعي والاشتراكي هذه المواد. نصت الوثيقة على أن هدف الجمهورية كان «لضمان الانتقال إلى الاشتراكية» وحثّ الدولة «على دمج وسائل الإنتاج والقضاء على استغلال الإنسان لأخيه الإنسان»، تكرر العبارة الأخيرة في الوثيقة بيان الحزب الشيوعي لكارل ماركس. وتجدر الإشارة أيضًا إلى أنه شُكلت لجان عمالية في الشركات ومُنحت الحق في الإشراف على الإدارة وانتخاب ممثلين لها في المجالس التنفيذية للشركات المملوكة للدولة. عُدّت الوثيقة بمثابة تسوية وحتى قبل إقرار الدستور اتفق السياسيون على منع التغييرات في الدستور لفترة خمس سنوات (حتى 1981). امتنع المركز الديمقراطي والاجتماعي، والحزب البرتغالي الأبعد يمينًا في التمثيل عن التصديق عليه.
فاز التحالف الديمقراطي اليميني بالأغلبية في الانتخابات التشريعية عام 1980. إلا أنه افتقر إلى أغلبية الثلثين ليغير الدستور بمفرده. أخفق الائتلاف الحاكم في التعديلات الأولى على الدستور عام 1982 في إلغاء الأحكام الخاصة بالاقتصاد الاشتراكي. لم تطبق هذه الأحكام رغم ذلك. عُدل الدستور مجددًا بعد الانتخابات التشريعية عام 1991 التي فاز الحزب الديمقراطي الاشتراكي اليميني بأغلبية فيها. أزيلت هذه المرة معظم اللغة العقائدية للدستور وأُلغيت القيود الاقتصادية المفروضة في الأصل. من الأهمية أنه من خلال هذه التغييرات يمكن للحكومة أن تبدأ خصخصة المؤسسات المملوكة للدولة والمؤممة بعد الثورة. بعد هذه التعديلات بقي مرجع واحد فقط للاشتراكية ينص على أن الجمهورية تحترم إرادة الشعب «بالانفتاح نحو مجتمع اشتراكي» رغم أن هذه العبارة تتسم بالعمومية الشديدة والغموض.